# Bolbomyia
Bolbomyia (лат.) — род двукрылых из инфраотряда Tabanomorpha, надсемейства Rhagionoidea. Единственный представитель семейства Bolbomyiidae.

## Описание
Мелкие коричневые или черные мухи длиной тела 2,3 до 3,5 мм. Глаза самок разделены полоской лба, у самцов — соприкасаются. Первые членики усика (скапус и педицел) одинакового размера. Первый флагелломер жгутика усиков увеличен и сжат с боков. Крылья желтоватые. Третья медиальная жилка отсутствует. Передние бёдра с одной шпорой, средние и задние бёдра — с двумя. Эдеагус самцов с зубцами. У самок две сперматеки.

## Биология
Биология слабо изучена. Личинки не описаны. Период активности имаго длится около двух недель. Самки посещают цветки растений.

## Систематика
Изначально род относили к семейству бекасниц. В 2001 году Брайн Стакенберг выделил Bolbomyia в отдельное подсемейство Bolbomyiinae, а в 2010 году Петер Керр обосновал выделение его в самостоятельное Bolbomyiidae. В состав рода включают четыре вида, один из них вымерший
- †Bolbomyia loewi Meunier, 1902
- Bolbomyia melanderi Chillcott, 1963
- Bolbomyia nana Loew, 1862
- Bolbomyia wuorentausi (Szilády, 1934)

## Палеонтология
Единственный ископаемый вид Bolbomyia loewi найден в балтийском янтаре

## Распространение
Современные представители рода встречаются на Дальнем Востоке России (Камчатка), Канаде и США.